# Lundagatan

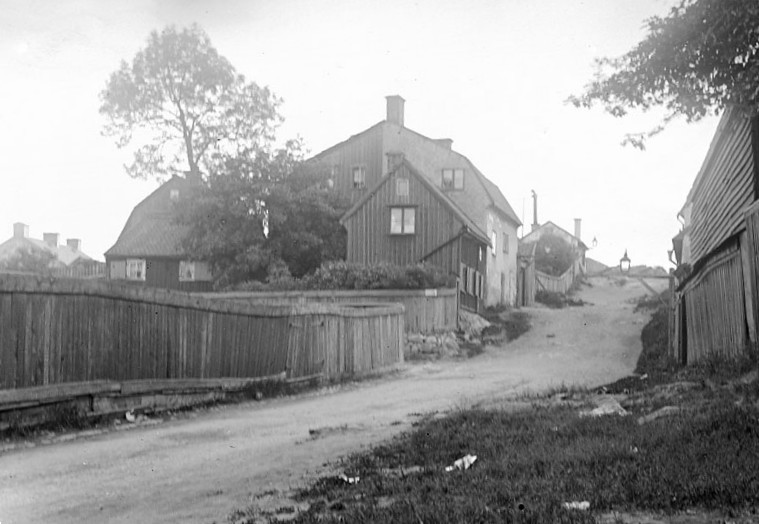
Lundagatans västra del 1948, mellan nuvarande Lundagatan och Gamla Lundagatan.

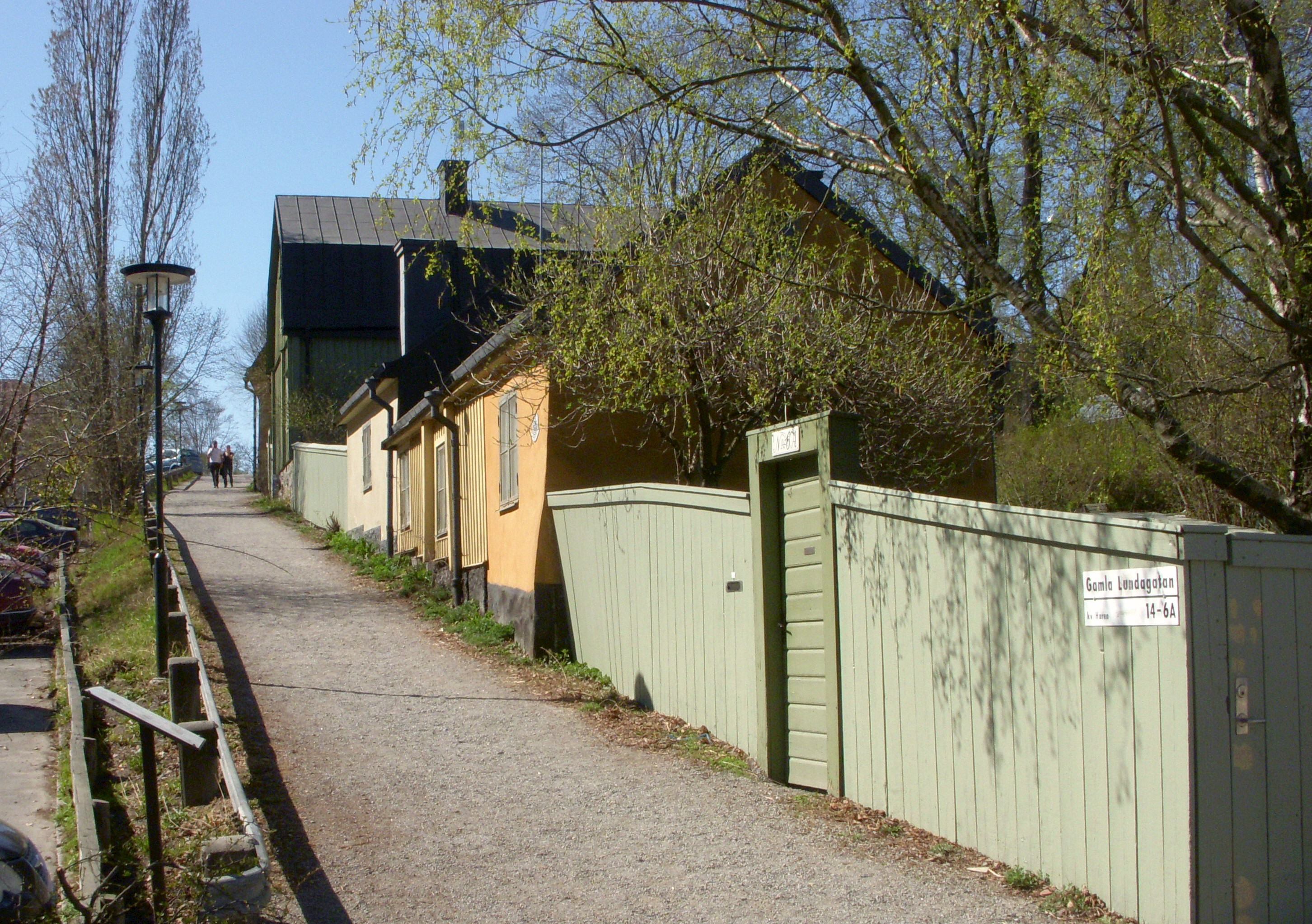
Gamla Lundagatan västerut, april 2011.

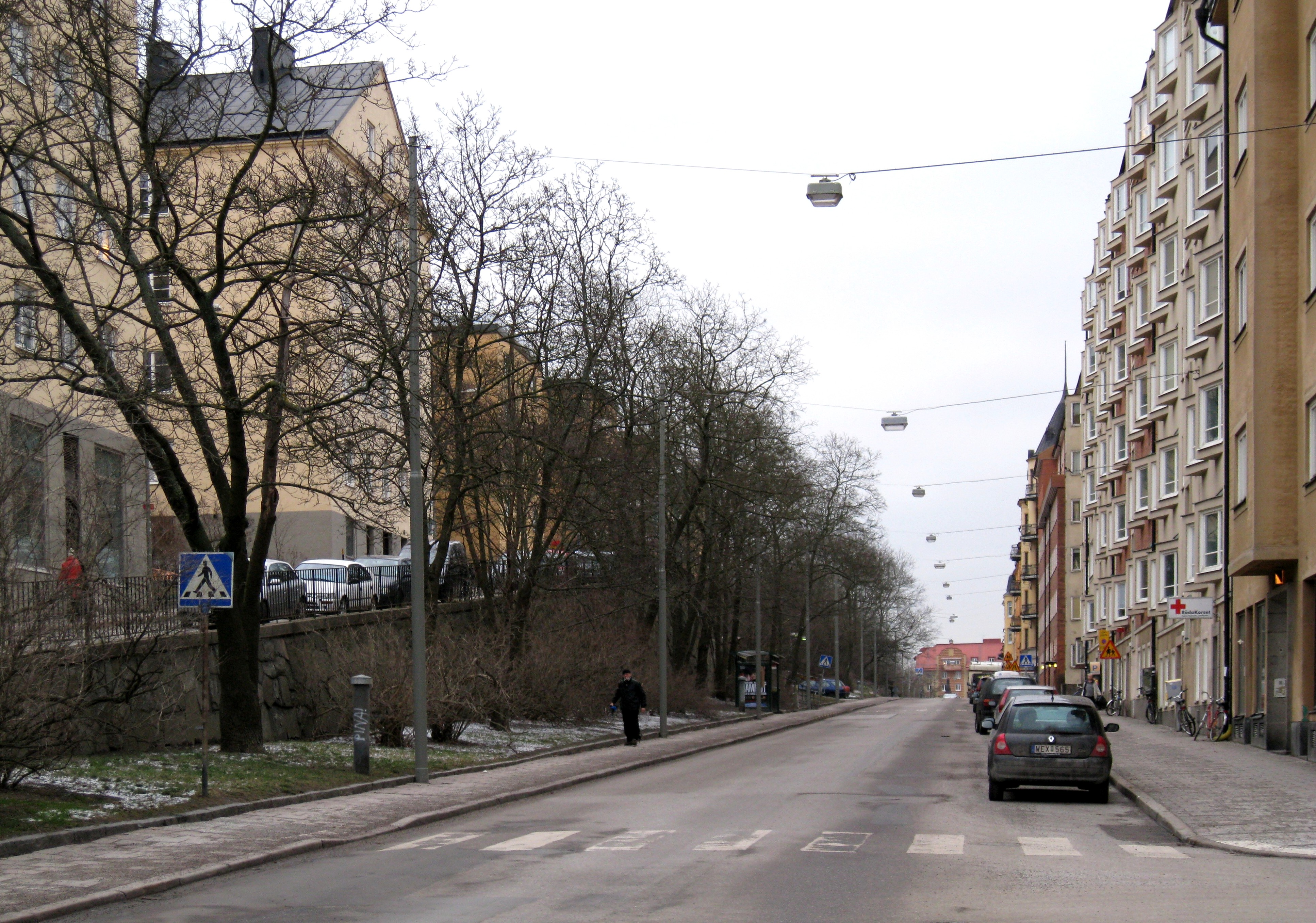
Lundagatan österut från Kristinehovsgatan, till vänster den norra delen, "Övre Lundagatan"

Lundagatan är en 550 meter lång gata på Södermalm i Stockholm. Gatan sträcker sig från Ringvägen i öster till Varvsgatan i väster. En del av Lundagatan kallas sedan 1961 för Gamla Lundagatan.

## Historik
Lundagatan fick sitt namn i samband med namnrevisionen 1885 inför nyregleringen av stadsplanen på västra Södermalm. Tre gator i staden fick namn efter städer –  Uppsala (Uppsalagatan namnändrades 1938 till Gästrikegatan på grund av förväxlingsrisk med Upplandsgatan), Sigtuna och Lund (”några få stadsnamn hafva begagnats, nämligen Stockholms föregångare såsom hufvudstäder i Svealand, Upsala och Sigtuna, samt rikets andra universitetsstad Lund”).
Lundagatan kan uppdelas i två delar, som bägge har samma namn, dels den äldre mer kuperade norra gatan (i folkmun ”Övre Lundagatan”, idag enkelriktad lokalgata) och dels den södra planare ”Nedre Lundagatan”. Lundagatan hette före namnändringen 1885 Lilla Skinnarviksgatan och dessförinnan Sommens kvarngata (uppkallad efter Mårten Sommes kvarn). En avskild äldre rest av gatan i öster (söder om Ludvigsbergsgatan och norr om Bysistäppan) kallas sedan 1961 ”Gamla Lundagatan”. Öster om Gamla Lundagatan går Lundabron över Torkel Knutssonsgatan.
Invid Lundagatan ligger Skinnarviksparken, malmgården Kristinehov samt det för funktionalismen och den kooperativa bostadsrörelsen betydelsefulla kvarteret Marmorn. 
Kvarteret Plankan vid gatans västra del mellan Kristinehovsgatan och Varvsgatan representerar det storskaliga bostadsbyggande som tog form under miljonprogrammet under 1960- och 1970-talen. Kvarteret bryter mot Södermalms klassiska fastighetsindelade bebyggelse. I kvarteret har bebyggelsen placerats kring en stor gård med måtten 115×75 meter, den största moderna slutna innergården i Stockholm.
Ulf Lundell bodde sina första år på Lundagatan 44 och även en av karaktärerna i Lundells bok Hjärtats ljus bor där. Lisbeth Salander i Millennium-trilogin är bosatt på Lundagatan 41.